# Himertula kinneari
Himertula kinneari är en insektsart som först beskrevs av Boris Petrovich Uvarov 1923.  Himertula kinneari ingår i släktet Himertula och familjen vårtbitare. Inga underarter finns listade i Catalogue of Life.